# Sanmianjing
Sanmianjing (kinesiska: 三面井, 三面井乡) är en socken i Kina. Den ligger i den autonoma regionen Inre Mongoliet, i den norra delen av landet, omkring 200 kilometer nordost om regionhuvudstaden Hohhot.
Genomsnittlig årsnederbörd är 490 millimeter. Den regnigaste månaden är juli, med i genomsnitt 130 mm nederbörd, och den torraste är februari, med 3 mm nederbörd.